# Anaal spasme
Anaal spasme, ook wel proctalgia fugax geheten, is een aandoening gekenmerkt door tijdelijke hevige pijn om het rectum (de endeldarm, het laatste stuk van de darm).
De pijn (die zeer hevig kan zijn) wordt veroorzaakt door een spierspasme (kramp). Een pijnaanval treedt op met tussenpozen van weken of maanden, vaak 's nachts, en kan seconden of vele minuten duren, maar is meestal niet langer dan een half uur. De pijn kan vergezeld gaan van aandrang tot ontlasting.
De aandoening is niet gevaarlijk, wel moet de patiënt rekening houden met flauwvallen tijdens ernstige aanvallen.
Er is geen oorzaak bekend, en ook geen remedie. De pijn kan wel worden geminderd door warme baden, relaxatieoefeningen, massage van het rectum en druk uitoefenen op het perineum, bijvoorbeeld door te zitten op een tennisbal.
Incidenteel is beschreven dat de pijnklachten goed reageren en te voorkomen zijn door toepassen van pufjes die bij astma worden toegepast, zoals salbutamol.
Indien de aanvallen frequent voorkomen kan de huisarts snelwerkende pijnstillers voorschrijven zoals morfine.